# Сотниченко Настя Сергіївна
Сотниченко Настя Сергіївна (1880-ті – I пол. XX ст.) — Бандуристка, співачка.

## Життєпис
Народилася у козацькій родині ст. Пашківська на Кубані. Палка українська патріотка. Велика шанувальниця творчості Тараса Шевченка. Перші уроки на бандурі отримала ще дівчинкою від станичних кобзарів. Випускниця Першої кубанської кобзарської школи (1913). Грала на діатонічній бандурі невідомого кубанського майстра. Багато концертувала як бандуристка-солістка та в дуеті з чоловіком – С. Сотниченком. У добу Національної революції під час концертів пропагувала ідею української державності.
Безслідно зникла в часи великого терору радянської влади.